# Samsung Galaxy J5
Il Samsung Galaxy J5 (2015) è uno smartphone Android di fascia medio-bassa prodotto da Samsung, facente parte della serie Galaxy J.
In base alla versione, può essere dotato o meno di dual SIM e di NFC.

## Caratteristiche tecniche

### Hardware
Il Galaxy J5 (2015) è uno smartphone con form factor di tipo slate, misura 142,1 × 71,8 × 7,9 millimetri e pesa 146 grammi.
Il dispositivo è dotato di connettività GSM, HSPA, LTE, di Wi-Fi 802.11 b/g/n con supporto a Wi-Fi Direct e hotspot, di Bluetooth 4.1 con A2DP, di GPS con A-GPS, BDS e GLONASS, di NFC (in alcune versioni) e di radio FM RDS. Ha una porta microUSB 2.0 OTG ed un ingresso per jack audio da 3,5 mm.
Il Galaxy J5 (2015) è dotato di schermo touchscreen capacitivo da 5.0 pollici di diagonale, di tipo Super AMOLED con aspect ratio 16:9 e risoluzione 720 × 1280 pixel (densità di 294 pixel per pollice). La scocca è in plastica. La batteria agli ioni di litio da 2600 mAh è removibile dall'utente.
Il chipset è uno Snapdragon 410, con CPU quad-core formata da 4 Cortex-A53 a 1.2 GHz e GPU Adreno 306. La memoria interna è una eMMC 4.5 da 8 o 16 GB (in base alla versione), mentre la RAM è di 1.5 GB.
La fotocamera posteriore ha un sensore da 13 megapixel, dotato di autofocus e flash LED, in grado di registrare al massimo video Full HD a 30 fotogrammi al secondo, mentre la fotocamera anteriore è da 5 megapixel, con flash LED.

### Software
Il sistema operativo è Android, in versione 5.1.1 Lollipop, aggiornabile ufficialmente a 6.0.1 Marshmallow.
Ha l'interfaccia utente TouchWiz.